# Cermignano
Cermignano är en ort och kommun i provinsen Teramo i regionen Abruzzo i Italien. Kommunen hade 1 574 invånare (2018).